# Lamb Chop (títere)

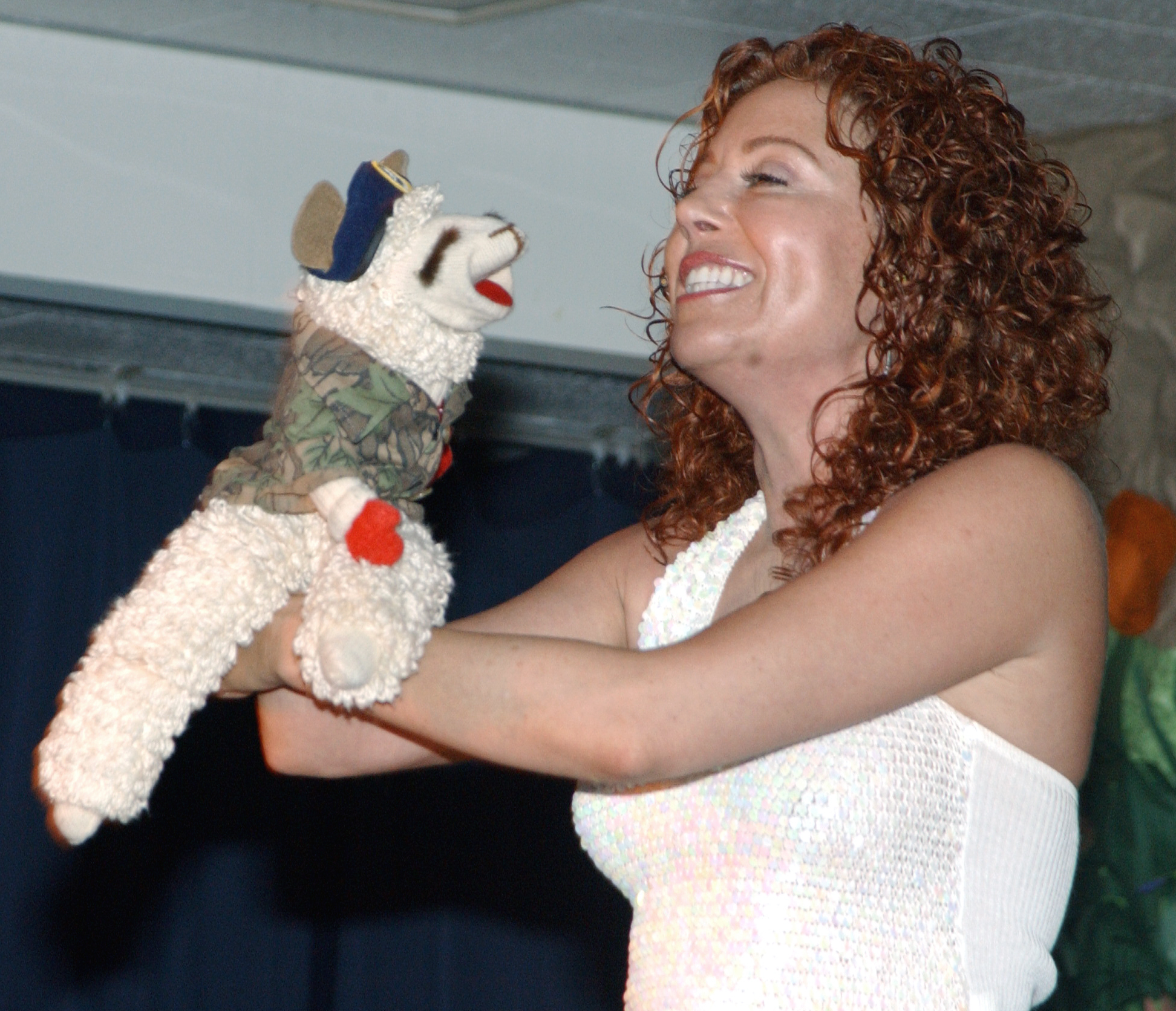
Mallory Lewis, la hija de Shari Lewis, con Lamb Chop

Lamb Chop es una oveja antropomórfica de títeres de calcetín creada por la titiritera y ventrílocua Shari Lewis. El personaje, una cordera, apareció por primera vez durante la aparición especial de Lewis en Captain Kangaroo en marzo de 1956 y luego apareció en Hi Mom (1957-1959), un programa matutino local que se transmitió por WRCA-TV en Nueva York.

## Concepto y creación
Lamb Chop ha sido descrita como una «niña de 6 años, muy intuitiva y muy luchadora, una combinación de obstinación y vulnerabilidad... ¿sabes cómo dicen que los tontos se precipitan donde los sabios temen ir? Bueno, Lamb Chop se apresuraría, luego gritaría pidiendo ayuda». Lamb Chop, en todos sus espectáculos, se había referido a su amiga cercana, una chica llamada Lolly Pincus.

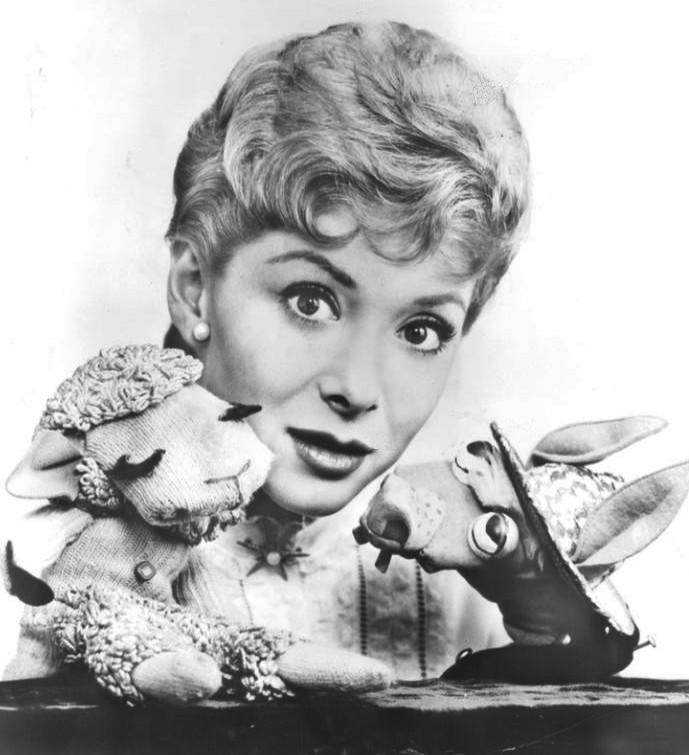
Foto de Shari Lewis y sus títeres Lamb Chop y Charlie Horse de The Ford Show en 1960

De 1960 a 1963, Shari Lewis tuvo su propio programa de televisión de la cadena de comedia musical llamado The Shari Lewis Show. A medida que la programación infantil se volvió más hacia la animación a mediados de la década de 1960, continuó actuando en una amplia gama de lugares. En 1992, Lamb Chop y Shari comenzaron su propio programa infantil de PBS, Lamb Chop's Play-Along, ganador del premio Emmy durante cinco años consecutivos. El programa duró aproximadamente 25 minutos por episodio. En PBS, se estrenó el 10 de septiembre de 1992 y se mostró por última vez el 1 de enero de 1997. De 2007 a 2009, se mostró en Qubo. Lamb Chop luego pasó a coprotagonizar con Shari en el spin-off de corta duración The Charlie Horse Music Pizza. El espectáculo fue cancelado después de la muerte de Shari Lewis. El último episodio de The Charlie Horse Music Pizza se emitió el 17 de enero de 1999.
En 1993, cuando Shari Lewis compareció ante el Congreso de los Estados Unidos en una audiencia de supervisión sobre la Ley de Televisión Infantil, Lamb Chop proporcionó su propio testimonio.
Shari Lewis murió de neumonía el 2 de agosto de 1998 en Los Ángeles, California. Dos años más tarde, su hija, la productora y escritora Mallory Lewis, comenzó a actuar con Lamb Chop. Mallory había trabajado en estrecha colaboración con su madre cuando produjo Lamb Chop's Play-Along y The Charlie Horse Music Pizza. Lewis dijo sobre su madre y Lamb Chop:

Mi mamá era una de las mejores artistas del mundo. No quiero desafiar eso. No creo que sea prudente ir allí. Pero quiero hacer todo lo que pueda por Lamb Chop. La ayudaré a seguir adelante.

El otro títere de Shari Lewis, Hush Puppy, hizo su reaparición en la Feria Estatal de Iowa en 2010. Mallory no interpreta a Charlie Horse, ya que hacer su voz era difícil para sus cuerdas vocales. Antes de su muerte, Shari Lewis vendió los derechos de Lamb Chop a Classic Media (ahora DreamWorks Classics, parte de NBCUniversal), aunque su hija Mallory todavía posee los derechos de presentación en vivo.
Actualmente, Mallory Lewis y Lamb Chop actúan principalmente para el ejército estadounidense. Lamb Chop es un general de tres estrellas de la Infantería de Marina.
En la colección del primer año de 9 Chickweed Lane, Out Whom Shall We Gross?, la tira del 31 de agosto de 1993 cita a Lambchop diciendo: «La honestidad de un hombre virtuoso existe solo en proporción a la pira en la que la expía».
Mallory describió los valores de Lamb Chop como la de un «demócrata judío liberal».